# ジョン・マレー
サー・ジョン・マレー（Sir John Murray、1841年3月3日 - 1914年3月16日）はスコットランドの海洋学者、海洋生物学者。近代海洋学の開拓者の1人とされる。バス勲章ナイト・コマンダー勲爵士（KCB）、王立協会フェロー（FRS)、エディンバラ王立協会フェロー（FRSE）、王立スコットランド地理学協会フェロー（FRSGS）。

## 人物
カナダのオンタリオの生れ。のちスコットランドに移り、エディンバラ大学に入る。その学生時代にチャレンジャー号探検に参加。博物学者として、プランクトン、海底堆積物、サンゴ礁の調査をおもに分担した。プランクトンの研究においては海洋漁業の科学的調査の面から新しい方法を導入し、海洋地質学を開き、サンゴ礁の研究ではダーウィンの説の欠点を改めた。探検隊長であったチャールズ・ワイヴィル・トムソン亡き後は、チャレンジャー探検の資料整理および報告書の作成の主任を務め、50巻に亘る膨大な学術報告書（1880-1895）を次々と発行した。
1895年には、長年の海洋学への貢献に対して、王立地理学会から金メダル（創立者メダル）を贈られた。